# B92
B92 е сръбска компания, включваща национални радио, телевизия и уебсайт, основана в Белград през 1989 година. Компанията и членовете ѝ са печелили многобройни престижни международни награди за журналистически кураж и защита на правата на човека.
На 15 май 1989 година група младежи от Белград получава възможността да излъчва две седмици радиопрограма по повод „Деня на младежта“ в Сърбия. Първоначално радиото излъчва в центъра на Белград. Още в началото водеща роля в радиото има Веран Матич, който участва активно в развитието на медията. След като двете седмици изтичат, младежите продължават излъчването на радиопрограмата в неясна юридическа среда. Получават финансова помощ от фондации на Джордж Сорос и Американската агенция за международно развитие.
Въпреки че радиото е създадено с подкрепа от държавата, екипът му го възприема като място за споделяне на алтернативно мнение, където биват дискутирани проблеми и биват канени участници, които не биха получили показ другаде. Радио „B92“ е сред най-ярките противници на режима на Слободан Милошевич, поради което бива неколкократно спирано и блокирано.
След края на режима на Милошевич радиото продължава да бъде критично към властимащите. След отделянето на Косово от Сърбия, националисти считат радиото за предател и виновник за загубата на Косово.
Към 2015 година радио „B92“ има над 900 000 слушатели почти всяка седмица и е на второ място по слушаемост сред сръбските радиостанции (по седмичен достиг до слушатели), с преднина от над 400 000 слушатели пред третото – радио „Индекс“.
През септември 2000 година B92 стартира телевизионен канал в нацоинален ефир. Уебсайтът www.b92.net представлява портал за информация и забавление.
Към 2012 година B92 е третият най-популярен частен телевизионен канал в Сърбия сред градската публика на възраст от 18 до 49 години, които представляват търсената аудитория на телевизията.
Към 2015 година уебсайтът www.b92.net има три милиона посещения дневно и около 340 000 дневни посетители (данните не включват достъпа до уебсайта през мобилни приложения).